# Convallaria
Genre
Classification phylogénétique
Convallaria est un genre de plantes herbacées de la famille des Liliaceae selon la classification classique ou des Asparagaceae selon la classification phylogénéntique. On le trouve partout sur l'hémisphère nord. L'espèce la plus connue est le muguet de mai, Convallaria majalis. 

## Liste d'espèces
- Convallaria keiskei Miq.
- Convallaria majalis L. - Le muguet de mai
- Convallaria pseudomajalis W.Bartram